# Pedrouzos (Ames)
Pedrouzos es una aldea española situada en la parroquia de Ames, del municipio de Ames, en la provincia de La Coruña, Galicia.

## Historia
Hasta el año 2012 la aldea de Pedrouzos formaba parte del lugar de Pedrouzos-Vilar.

## Demografía
| Gráfica de evolución demográfica de Pedrouzos entre 2013 y 2018 |
|                                                                 |
| Datos según el nomenclátor publicado por el INE.                |